# Koog-Zaandijk vasútállomás
Koog-Zaandijk vasútállomás vasútállomás Hollandiában, Zaanstad községben,  településen.

## Vasútvonalak
Az állomást az alábbi vasútvonalak érintik:
- Nieuwediep–Amsterdam-vasútvonal

## Kapcsolódó állomások
A vasútállomáshoz az alábbi állomások vannak a legközelebb:
- Wormerveer vasútállomás
- Koog Bloemwijk vasútállomás